# Jean-Baptiste Carrier
Jean-Baptiste Carrier (Yolet, 16 marzo 1756 – Parigi, 16 dicembre 1794) è stato un politico e rivoluzionario francese.

## Biografia
Figlio di Jean Carrier e di Margherita Puex, nacque il 16 marzo 1756 a Yolet, a pochi chilometri da Aurillac, terzo figlio di una famiglia composta da tre ragazze e tre ragazzi, venendo battezzato il giorno dopo. Durante l'infanzia ebbe modo di frequentare spesso la casa del marchese di Miramon, alle cui dipendenze lavorava il padre, stimato e agiato coltivatore della zona.
Indirizzato verso la carriera ecclesiastica, entrò nel collegio fondato dai Gesuiti ad Aurillac, ma dimostrò di non avere alcuna predisposizione per la vita sacerdotale. I genitori decisero così di fargli intraprendere la carriera forense, affidandolo come apprendista al procuratore Basile Delsol.
Dimostrò soddisfazione e talento per la nuova occupazione. Presso Delsol rimase sino al 1779. Furono gli anni in cui lo scrittore 
Jacques Salbigoton Quesné ebbe modo di conoscerlo. Molto tempo dopo, lo stesso Quesné diede una descrizione del giovane Carrier, giudicando severamente il futuro politico: 
(J. S. Quesné, Mémoires de M. Girouette, Paris, Pillet, 1818, p. 47)
Sempre Quesné sostenne come Carrier fosse stato licenziato da Delsol in seguito ad alcuni falsi commessi dal giovane apprendista. Delmas, biografo che studiò soprattutto la giovinezza dell'alvergnate, non trovò però alcuna traccia di queste frodi e spiegò la fine del rapporto con un editto reale il quale, proprio nel 1779, aveva soppresso numerosi posti di procuratore ad Aurillac.
Il 4 ottobre 1785 Carrier sposò Françoise Laquairie. Nel 1784, Carrier riuscì ad ottenere il posto di procuratore nella città dell'Alvernia, ma il suo ufficio sarà eliminato nel 1789.
Nel 1792 fu eletto deputato alla Convenzione Nazionale del dipartimento di Cantal grazie alla vittoria degli estremisti. Era già noto come oratore e come uno dei membri più influenti del Club dei Cordiglieri e dei Giacobini. Si oppose violentemente a Guillaume François Laennec, che fu tra i suoi accusatori per il processo contro il tribunale rivoluzionario di Nantes. Dopo l'occupazione delle Fiandre, fu nominato commissario dalla Convenzione alla fine del 1792. L'anno successivo, prese parte allo creazione dei tribunali rivoluzionari e vota per l'esecuzione del re Luigi XVI, fu uno dei primi a chiedere l'arresto del duca Filippo d'Orleans (1747-1793) e giocò anche un ruolo fondamentale per la caduta dei Girondini. Venne, infatti, inviato in missione in Normandia per reprimere, durante l'estate del 1793, i federalisti girondini.
Ma l'evento che lo rese celebre fu la sua partecipazione alle Guerre di Vandea, il 14 agosto 1793, la Convenzione lo inviò come rappresentante in missione a Nantes per reprimere l'insurrezione.

## Le "Noyades" di Nantes
Dopo la sua missione in Normandia e ancora a Rennes, venne mandato a Nantes per fare cessare l'insurrezione vandeana usando anche i mezzi più estremi. Creò quindi un tribunale rivoluzionario e formò un corpo di uomini chiamato la "Compagnia Marat", composta dai sanculotti di Nantes e da altre persone (fra cui criminali di vario genere o schiavi provenienti dalle colonie francesi reclutati nel porto).
In seguito alla Battaglia di Nantes, i vandeani che vennero catturati insieme alle loro famiglie vennero portati nelle carceri della città che ben presto non riuscivano più a contenere i detenuti, che per le scarse condizioni igieniche ben presto divennero un pericolo per tutta la città, perché si ammalarono di tifo, con il rischio che l'epidemia si diffondesse anche fuori dalle prigioni.
Nonostante venissero fucilati o ghigliottinati centinaia di condannati al giorno, questo non riusciva a risolvere il problema del sovraffollamento, allora pensò ad un modo per giustiziare il più velocemente possibile i condannati, ed escogitò le cosiddette "Noyades" (in italiano "annegamenti"). I prigionieri venivano imbarcati con mani e piedi legati e una volta arrivati al centro della Loira le imbarcazioni venivano affondate dalla Compagnia Marat che aveva anche il compito di uccidere con le picche chi fosse riuscito a liberarsi. Non si sa con certezza quante persone morirono con questo supplizio, comunque non meno di 2.800 uomini, secondo la stima fornita dallo stesso Carrier in una lettera inviata ad un suo amico. Dopo quella lettera le condanne continuarono e la maggior parte degli storici affermano che con le Noyades sono morte quasi 4.800 persone.
Dei 13.000 prigionieri vandeani presenti a Nantes prima dell'arrivo di Carrier circa 3.000 rimasero agli arresti o furono rilasciati dopo il suo arresto, mentre degli altri 10.000 da 4.000 a 5.000 furono annegati, circa 2.000 fucilati e circa 3.000 morirono per il tifo o altre malattie.
Le tasse e le richieste ordinate da Carrier rovinarono il commercio della città e Francastel, Tréhouart e Prieur de La Marne, membro del Comitato di salute pubblica, denunciarono Carrier, invitandolo a dedicarsi solo alla repressione della rivolta vandeana.

## La condanna

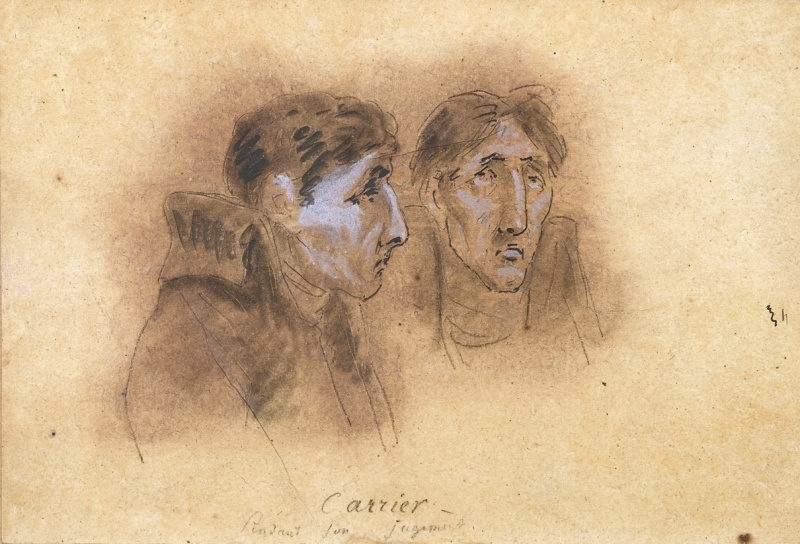
Ritratto tratto da Carrier durante il processo realizzato da Vivant Denon

All'inizio del 1794, Carrier fu richiamato a Parigi. Pochi mesi dopo, la Reazione termidoriana portò alla caduta di Robespierre e del Comitato di salute pubblica. La posizione di Carrier era pericolosamente a rischio. I prigionieri che aveva portato da Nantes furono prosciolti e rilasciati, e le denunce dei suoi crimini aumentarono. Il 3 settembre 1794 Carrier fu arrestato. Al suo processo, nella Salle de la Liberté, Carrier rispose alle accuse di disumanità dicendo: "Ho avuto solo minima parte nella sorveglianza di Nantes, ero solo di passaggio, essendo prima di stanza a Rennes e poi con l'esercito. Il mio compito principale era di sorvegliare e controllare l'approvvigionamento delle nostre truppe, e per sei mesi ho rifornito 200.000 uomini senza che questo costasse allo stato un solo centesimo, quindi ho poche informazioni da offrire in proposito. So poco o nulla degli imputati." Dopo questa dichiarazione, un collega (Phélippes) balzò in piedi accusando Carrier degli annegamenti, delle esecuzioni di massa, delle demolizioni, dei furti, dei saccheggi, della devastazione di Nantes, della carestia e del massacro indiscriminato di donne e bambini. Durante il processo erano presenti uomini della Compagnia Marat, inclusi Perro-Chaux, Lévêque, Bollogniel, Grandmaison e Mainguet. Tutti questi uomini furono nominati direttamente e indirettamente da Carrier e tutti facevano parte del Comitato Rivoluzionario di Nantes. La giuria che ascoltò il caso di Carrier rimase sconvolta e votò all'unanimità la condanna a morte di Carrier. Carrier fu ghigliottinato a Parigi il 16 dicembre 1794.